# ترینگتون سنت کلمنت
ترینگتون سنت کلمنت (به انگلیسی: Terrington St Clement) یک روستا و محله مدنی در بریتانیا است که در King's Lynn and West Norfolk واقع شده‌است. ترینگتون سنت کلمنت ۴۵٫۳۸ کیلومتر مربع مساحت و ۴٬۱۲۵ نفر جمعیت دارد.